# Hopi

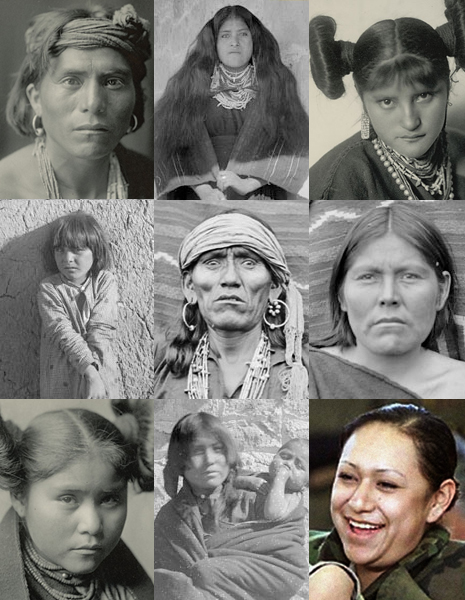
Poporul Hopi

Hopi - un popor de amerindieni. În prezent locuiesc în N-E statului Arizona, SUA, într-o rezervație de 6,557.262 km² (rezervația Hopi) înconjurată complet de o altă rezervație mult mai mare, rezervația Navajo. În 2000, conform recensământului, erau 6946 de oameni Hopi.